# روبرت غارنييه
روبرت غارنييه (بالفرنسية: Robert Garnier)‏ هو كاتب مسرحي وشاعر فرنسي، ولد في 1534 في لا فيرتي بيرنارد في إقليم سارت في فرنسا. سنة ميلاده غير دقيقة. بعض من المؤلفات يشير إلى أن سنة ميلاده هي 1945. وتوفي في 1590 في لو مان في فرنسا. تأثري أعماله كثيرا بأصداء حروب الديانات.

## سيرته الذاتية
وللد غارنييه في عائلة بورجوازية غنية. درس القانون في مدينة تولوز.

## مؤلفاته
- اليهوديات، هي قصيدة شعرية تحكي القصة الإنجيلية لسقوط القدس في يد ملك بابيلون. كتبها سنة 1583.

## وصلات خارجية
- روبرت غارنييه على موقع الموسوعة البريطانية (الإنجليزية)
- روبرت غارنييه على موقع إن إن دي بي (الإنجليزية)